# Menefeeceratops sealeyi
Menefeeceratops sealeyi es la única especie conocida del género extinto Menefeeceratops ("cara con cuernos de la Formación Menefee") de dinosaurio ceratópsido centrosaurino el cual vivió durante el Cretácico Superior, hace aproximadamente 82 millones de años durante el Campaniense, en lo que es hoy América del Norte. Sus restos fósiles se han encontrado en la Formación Menefee de Nuevo México, Estados Unidos. Es potencialmente el miembro más antiguo conocido de los ceratópsidos, así como la subfamilia de los centrosaurinos, relacionado con Yehuecauhceratops y Crittendenceratops. Solo se conoce a una especie a partir de un esqueleto parcial, no articulado, M. sealeyi. Basado en comparaciones con animales relacionados como Styracosaurus, Vagaceratops y Centrosaurus, se cree que Menefeeceratops creció hasta 4 metros de longitud en vida.Basado en comparaciones con animales relacionados como Styracosaurus, Vagaceratops y Centrosaurus, se cree que Menefeeceratops creció hasta 4 metros de longitud en vida.
Descrito por primera vez en la literatura científica en 1997, Menefeeceratops no recibió un nombre hasta que fue retomado en estudio en 2021 por Sebastian Dalman, Peter Dodson y sus colegas. El espécimen holotipo, NMMNH P-25052, fue descubierto en las rocas cretácicas de la Formación Menefee. Menefeeceratops es nombrado a partir del lugar donde se encontraron los fósiles, y en honor a Paul Sealey, el investigador asociado en el Museo de Historia Natural y Ciencia de Nuevo México que los descubrió en 1996.